# Miguel Goicoechea de Jorge
Miguel Goicoechea de Jorge (Alsasua, 21 de junio de 1893-Pamplona, 12 de marzo de 1983) fue un fotógrafo español que se consolidó como uno de los máximos representantes del pictorialismo fotográfico. Pertenece «a la segunda generación de pictoralistas españoles cuya evolución se vio truncada por la Guerra civil española.»

## Biografía
Nacido en Alsasua en el seno de una familia económicamente acomodada, asentada temporalmente en esta localidad donde también nacieron sus dos hermanos, Eduardo y Natividad. Sus padres eran procedentes de Estella, pero pronto se trasladaron todos a Pamplona. Sus primeros estudios los realizó en el Colegio Huarte de Pamplona. Habiendo terminado sus estudios, la familia le envió, junto a su hermano mayor Eduardo, a estudiar a Burdeos hacia 1914. Aquí se despertará su interés autodidacta por la fotografía pasando de sus primeras imágenes estereoscópicas de 1917 a estudiar progresivamente las técnicas pictoralistas en 1919 que aplicará con gran maestría en sus trabajos.
Afincado en Pamplona, en la Plaza del Castillo —entonces Plaza de la Constitución—, enviará sus trabajos a los salones y exposiciones internacionales logrando numerosos premios y viendo publicadas sus fotografías en revistas especializadas como Photo-Revue, El Progreso Fotográfico, Foto y Art de la Llum, Sombras, etc. donde también desarrolló desde 1927, mediante artículos allí publicados, su faceta más teórica. En 1928 escribiría: «Con todos los procedimientos se pueden hacer obras de arte, todos, trabajados inteligentemente, pueden conducirnos a buenos resultados… todos son buenos, según para quien… no hay que ser intransigente en ninguna materia, el exclusivismo nos ciega». La temática de interés de esta etapa se centró en los tipos populares navarros.
Especialmente demostró su dominio de los procedimientos pigmentarios en la utilización del bromóleo, el carbón y el papel Fresson llegando a ser «el mayor experto internacional en "tintas grasas transportadas".» 
Mantuvo estrecha relación con otros artistas como José Ortiz de Echagüe, Pla Janini, José María Álvarez de Toledo y Samaniego, conde de la Ventosa, etc., y mostró igualmente su admiración hacia otros pictoralistas como los franceses Robert Demachy y Camille Puyo. Pero también mantuvo excelente amistad con fotógrafos navarros como Nicolás Ardanaz, Pedro María Irurzun o Jalón Ángel.
La guerra civil provocará un cambio en su trayectoria dando paso a una nueva fase en su obra. Durante el conflicto, a pesar de las complicadas condiciones materiales existentes, mantiene su trabajo. En la etapa de 1940-1950 se sume en un aislamiento al que se le suma la escasez de recursos. Todo ello provoca una renovación de contactos con nuevos fotógrafos, y un cambio en la temática principal desarrollada centrada ahora básicamente en retratos y en composiciones con naturalezas muertas. Los materiales utilizados también cambiaron dando paso al uso de «papeles industriales a la gelatina de plata de revelados químico.»
Durante la etapa de 1950-1960 vuelve a retomar «las viejas técnicas de interpretación, las gomas y las tintas grasas transportadas» y el autor, sin condicionantes externos, en la fase final de su vida, realiza obras dando rienda suelta al verdadero genio creativo de su interior. También, gracias a sus colegas, explora nuevos caminos para él como la fotografía en color en un demostrado afán de progreso incesante.
Carlos Cánovas dirá de él:

«Goicoechea practicó todas las técnicas pigmentarias, pero fue en las gomas y, sobre todo, en los transportes, donde su dominio resultó más acusado. No se preocupó gran cosa por la sutileza de los acabados. A menudo sus pinceladas son toscas, evidentes; con frecuencia perdía detalles significativos en la imagen final. En la literatura especializada de aquellos años
se alude a dos posicionamientos en la fotografía denominada entonces «artística»: el de los técnicos meticulosos, sutiles, aquellos para quienes era vital la correcta separación de tonos y matices, y el de quienes todo lo supeditaban a que la prueba positiva «hiciese sentir», despertase la emoción, sin cuidarse de tantos refinamientos de detalle. La adscripción de Goicoechea a estos últimos es incuestionable, todavía más puesta de manifiesto cuando, al abandonar las prácticas pigmentarias, no fue capaz de superar determinadas barreras puramente técnicas.
Carlos Cánovas, Apuntes para una historia de la fotografía en Navarra, 1989.

## Legado
El Museo de Navarra conserva, entre sus amplios fondos fotográficos, «190 positivos b/n, con retratos de mujeres pamplonesas casi como tema exclusivo, realizados en las décadas 1930-1960, donados por Celia Martín Larumbe.»

## Premios y reconocimientos
- 1927: Medalla de oro en el Salón Español de Fotografía celebrado en Barcelona.
- 1930: Exposición personal en el Foto Club de Valencia.
- 1986: Imágenes en el tiempo. Fotógrafos históricos de Navarra-I: Aquilino García Deán, Miguel Goicoechea de Jorge y Pedro María Irurzun Irurzun. Exposición realizada del 4 al 31 de julio de 1986 en la ya desaparecida Sala Castillo de Maya, en Pamplona. Estuvo comisariada por Carlos Cánovas.[2]
- 1994: Exposición "Miguel Goicoechea: un pictoralista marginal" organizada por la Agrupación Fotográfica y Cinematográfica de Navarra.